# 폭력 조직
폭력 조직(暴力組織)은 집단적으로 혹은 상습적으로 폭력적 불법행위를 하거나 할 위험성이 있는 조직이나 집단을 말한다. 그 무리를 조직폭력배(組織暴力輩), 줄여서 조폭(組暴)이라고도 한다.
폭력조직에는 여러 가지 형태가 있다. 즉 들치기단, 날치기단, 매춘폭력단, 공사장폭력단(工事場暴力團), 항만(港灣)폭력단, 회사나 유흥장(遊興場)폭력단, 시장이나 철도(鐵道)폭력단을 비롯하여 정치에 부착하는 정치(政治)폭력단과 같이 다종 다양한 조직으로 형성된다. 일반적으로 이와 같은 폭력조직은 지능화되어 정상배(正常輩)나 밀수단, 또는 불법거래 조직의 약점을 이용하여 기생하면서 그들의 폭력조직을 은폐시키고 있기 때문에 거의 잘 나타나지 않는다. 폭력단범죄는 도시화가 대규모로 진행되어 생활권이 광역화됨에 따라 함께 광역화되어 가는 경향을 보이고 있으며, 뿐만 아니라 범죄수법도 기계화되어 가고 있다.
경찰, 검찰의 단속을 피하기 위해 기업으로 위장하기도 한다.

## 위계서열
- 두목: 보스(Boss)는 조직의 우두머리다. 기업으로 위장할 경우 회장 또는 사장.
- 부두목: 조직의 2인자로 보스를 보좌하고 나머지 조직원을 지휘한다. 기업으로 위장할 경우 부사장 또는 이사.
- 중간보스: 보스와 일반 조직원 사이의 중간관리자 역할을 한다. 기업으로 위장할 경우 부장.

- 행동대장: 행동대원, 일반 조직원을 이끌고 있는 최말단 간부. 기업으로 위장할 경우 과장.

- 행동대원: 어떤 목적을 이루기 위하여 직접 행동하는 무리의 일원. 기업으로 위장할 경우 대리.

- 일반 조직원: 가장 말단의 조직원이며 빠르게는 중학생이나 고등학생을 일찌감치 영입하기도 한다. 기업으로 위장할 경우 사원.

## 판례
- 형법 제114조 제1항 소정의 범죄를 목적으로 하는 단체라 함은 특정다수인이 일정한 범죄를 수행한다는 공동목적 아래 이루어진 계속적인 결합체로서 그 단체를 주도하는 최소한의 통솔체제를 갖추고 있음을 요한다[2].

- 제4조 소정의 단체 등의 조직죄는 같은 법에 규정된 범죄를 목적으로 한 단체 또는 집단을 구성함으로써 즉시 성립하고 그와 동시에 완성되는 즉시범이다[3].

- 피고인들이 수괴, 간부 가입자를 구분할 수 있을 정도의 지휘통솔체계를 갖춘 단체를 구성하고 또는 이에 가입한 후 피고인 甲으로부터 단체생활에 필요한 자금 등을 제공받고, 싸움에 대비하여 수시로 단체 및 개인훈련을 실시하는 한편 피고인 甲의 사주를 받거나 고향의 선배들을 괴롭히는 자들을 응징한다는 명목 등으로 위 단체구성후 1년 10개월 동안 16건에 걸쳐 강도상해 및 폭력행위(상해, 협박 등)를 자행하여 왔다면 그 과정에서 생활비절감 등의 편의상 함께 모여 단체생활을 한 일면이 있다고 인정된다거나 위 단체의 명칭이 수사단계에서야 비로소 붙여진 것이라 하더라도 피고인들의 위와 같은 소위는 결국 폭력을 목적으로 한 범죄단체를 구성 또는 이에 가입한 죄에 해당된다[4].

- 폭력행위집단은 합법적인 단체와는 달라 범죄단체의 특성상 단체로서의 계속적인 결집성이 다소 불안정하고 그 통솔체제가 대내외적으로 반드시 명확하지 않은 것처럼 보이더라도 구성원들 간의 관계가 선․후배 혹은 형, 아우로 뭉쳐져 그들 특유의 규율에 따른 통솔이 이루어져 단체나 집단으로서의 위력을 발휘하는 경우가 많은 점에 비추어 폭력행위등처벌에관한법률 제4조 소정의 범죄를 목적으로 하는 단체는 위 법 소정의 범죄를 한다는 공동의 목적 아래 특정 다수인에 의하여 이루어진 계속적인 결합체로서 그 단체를 주도하거나 내부의 질서를 유지하는 최소한의 통솔체계를 갖추면 되는 것이고, 폭력행위의 방법에 의하여 위 법률 제2조 제1항 소정의 범죄를 범하는 것을 목적으로 하는 이상 그 중 어느 범죄를 범하는 것을 목적으로 하는가 여부까지 특정될 필요는 없다[5].

- 이와 같은 사정만으로 그 범죄단체의 동일성이 변경되어 새로운 두목이 대두될 때 새로운 범죄단체가 구성되었다고 할 수는 없고, 범죄단체의 구성이란 단체를 새로이 조직, 창설하는 것을 의미하므로, 기존의 범죄단체를 이용하여 새로운 범죄단체를 구성하는 경우는 ㉠ 기존의 범죄단체가 이미 해체 내지 와해된 상태에 있어 그 조직을 재건하는 경우, ㉡ 기존의 범죄단체에서 분리되어 나와 별도의 범죄단체를 구성하는 경우, ㉢ 현재 활동 중인 범죄단체가 다른 범죄단체를 흡수하거나, 그와 통합하는 경우 등으로 그 조직이 완전히 변경됨으로써 기존의 범죄단체와 동일성이 없는 별개의 단체로 인정될 수 있을 정도에 이른 경우를 말한다[6].

- 형법 제114조(범죄단체조직죄)에는 지위에 따라 법정형을 달리 규정하고 있지 아니하다. 지위에 따라 법정형을 달리 규정하고 있는 내란죄의 규정체계와 구별하여야 한다.

## 같이 보기
- 대한민국의 깡패